# Honor 7X
Honor 7X — смартфон середнього рівня, розроблений суббрендом Huawei Honor. Був представлений в 11 жовтня 2017 року. Є наступником Honor 6X, що продавався в Україні під назвою Huawei GR5 2017. В Україні смартфон був представлений 1 грудня 2017 року.
В США Honor 7X був представлений 6 березня 2018 року під назвою Huawei Mate SE із зміненим оформленням острівця камери.

## Дизайн
Екран виконаний зі скла, а корпус — з алюмінію.
Знизу розміщені роз'єм microUSB, динамік, мікрофон та 3,5 мм аудіороз'єм, а зверху — другий мікрофон. Зліва розташований гібридний слот під 2 SIM-картки або 1 SIM-картку і карту пам'яті формату microSD до 128 ГБ. Справа розміщені кнопки регулювання гучності та кнопка блокування. Сканер відбитків пальців знаходиться на задній панелі.
Honor 7X продавався в 5 кольорах: чорному, сірому, синьому, червоному та золотому. В Україні смартфон був доступний тільки в чорному та синьому кольорах.
Huawei Mate SE продавався в сірому та золотому кольорах.

## Технічні характеристики

### Апаратне забезпечення
Смартфони отримали процесор HiSilicon Kirin 659 з графічним процесором Mali-T830 MP2. Honor 7X продавався в комплектаціях 3/32, 4/32 та 4/64 ГБ, а Huawei Mate SE — тільки 4/64 ГБ. В Україні Honor 7X був доступний тільки в версії 4/64 ГБ.
Батарея отримала об'єм 3340 мА·год.
Дисплей IPS LCD, 5,93", Full HD+ (2160 × 1080) зі щільністю пікселів 407 ppi та співвідношенням сторін 18:9.
Смартфони отримали основну подвійну камеру із ширококутним об'єктивом на 16 Мп з діафрагмою f/2.2 і фазовим автофокусом та сенсором глибини на 2 Мп. Також пристрої отримав ширококутну передню камеру на 8 Мп з діафрагмою f/2.0. Основна та фронтальна камери вміють записувати відео в роздільній здатності 1080p@30fps.

### Програмне забезпечення
Смартфони були випущені на EMUI 5.1 на базі Android 7.0 Nougat і були оновлений до EMUI 8 на базі Android 8.0 Oreo.

## Рецензції
Оглядач з інформаційного порталу ITC.ua поставив Honor 7X 4.5 бали з 5. До мінусів він відніс відсутність сучасних технологій, таких як USB Type-C, Wi-Fi 5 ГГц, NFC та швидка зарядка. До плюсів оглядач відніс якісний корпус, дизайн, дисплей, плавність роботи інтерфейсу, майбутнє оновлення до Android 8.0, великий об'єм оперативної та користувацької пам'яті, сканер відбитків пальців з додатковими функціями, другу основну камеру, комплектний чохол та ціну, що нижча ніж в Huawei Mate 10 Lite.